# Малая Пижанка
 Малая Пижанка  — опустевшая деревня в Пижанском муниципальном округе Кировской области.

## География
Расположена на расстоянии примерно 2 км по прямой на юг от райцентра поселка Пижанка.

## История
Известна с 1939 года как деревня Новая Пижанка, в 1950 дворов 14, и жителей 59, в 1989 уже Малая Пижанка с 12 жителями. До 2020 года входила в состав Пижанского городского поселения до его упразднения.

## Население
Постоянное население составляло 4 человека (мари 100%) в 2002 году, 0 в 2010.